# 三菱・シルバーピジョン

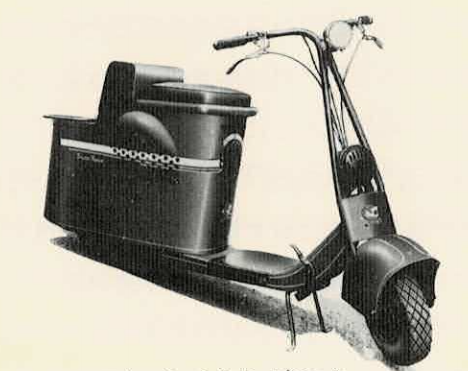
シルバーピジョン

シルバーピジョンは、中日本重工業（→新三菱重工業→現・三菱重工業）が製造販売していたオートバイ（スクーター）のシリーズ名である。

## 概要
太平洋戦争（大東亜戦争）の敗戦を経て平和産業としての再出発を賭けて、中日本重工業名古屋製作所が製造した工業製品の代表例である。同社水島製作所が製造したオート三輪みずしまや中島飛行機を前身に持つ富士重工業（現在のSUBARU）が製造販売するラビットスクーターとともに戦後の日本の庶民の足として活躍した。車名は平和の象徴であるハトにちなむ。
1946年に製造開始。中日本重工業→新三菱重工業→三菱重工業の社名変更を経ながら多数の車種展開も行われたが、1964年に生産中止となった。
初代モデルとなるC-10型は、元ゼネラルモーターズ技師の丸山康次郎が持ち帰ったアメリカサルスベリー社のスクーター「モーターグライド」を元に開発された112cc2ストローク単気筒エンジンを搭載するモデルである。
1948年にC-11型へモデルチェンジされ、最大のライバルとなるラビットと共に当時の皇室へも献上された。
1954年には本田技研工業がジュノオでスクーター製造販売に参戦し熾烈なシェア争いを繰り広げたが、シルバーピジョンは1950年から1964年まで日本国内のスクーター市場では平均して約45%のシェアを保ち続けており、「モーターサイクリスト」誌最優秀デザイン賞を1950年代に3年連続で受賞した実績もある。また、車体の大型化や搭載されるエンジンも排気量拡大・4ストロークエンジン・直列2気筒などの改良も順次実施されバリエーションが拡大された。
しかし、1961年に発売された初の量産軽四輪自動車三菱・360が好調な販売実績を記録したことから、1962年に水島製作所のオート三輪・スクーター製造を全て打ち切り四輪車への転換を開始。1964年に三菱日本重工業・三菱造船（2代目）・新三菱重工業が再統合され三菱重工業（2代目）に再改称、これに伴い最終モデルのC-140型・C-240型が生産終了となりモデル廃止となった。
総生産台数は463,000台以上。最多販売台数は1960年のC-200型シリーズで各モデル合計約38,000台の売上を記録した。

## モデル一覧
| 発売年（西暦） | モデル名 | 主要スペック                                       |
| -------------- | -------- | -------------------------------------------------- |
| 1946           | C-10     | NE10 112 cc・1.5ps                                 |
| 1948           | C-11     |                                                    |
| 1950           | C-25     | 123cc 4ストローク単気筒エンジン2ps                 |
| 1953           | C-26     |                                                    |
| 1955           | C-57     | 192 cc 単気筒エンジン                              |
| 1955           | C-70     | 125 cc 4ストロークエンジン                         |
| 1957           | C-90     | 200 cc4ストローク6ps                               |
| 1958           | C-93     | 210 cc4ストローク7ps                               |
| 1959           | C-110    | 175 cc 4ストローク8.5ps                            |
| 1960           | C-200    | 125 cc 4ストローク                                 |
| 1960           | C-300    | 125 cc 2ストローク                                 |
| 1960           | C-76     | 192 cc 4ストローク                                 |
| 1960           | C-111    | 210 cc4ストローク11.5ps                            |
| 1960           | C-300    | 125 cc 2ストローク単気筒                           |
| 1961           | C-230    | 210 cc 4ストローク11.5ps                           |
| 1963           | C-135    | 125 cc2ストローク単気筒・8ps                       |
| 1963           | C-140    | 125 cc 2ストローク直列2気筒8ps・3速MT・重量143kg   |
| 1963           | C-240    | 143 cc 2ストローク直列2気筒9.2ps・3速MT・重量143kg |

## 型式一覧
- C-10
- C-11
- C-12
- C-13
- C-21
- C-22
- C-25
- C-26
- C-35
- C-38
- C-57
- C-57-2
- C-70
- C-70-2
- C-73
- ホビーデラックス C-80
- ホビースタンダード C-83
- C-90
- ピーターデラックス C-93
- ピーター C-110
- ピーター C-111
- C-135
- C-140
- ボビー200
- ボビー300